# Heinrich Müller (Architekt, 1819)
Heinrich Müller (* 2. Februar 1819 in Bremen-Oberneuland; † 8. März 1890 in Bremen) war ein deutscher Architekt.

Bildnis Müllers im Alter von 21 Jahren durch den Bremer Portraitmaler August Wilhelm Wedeking

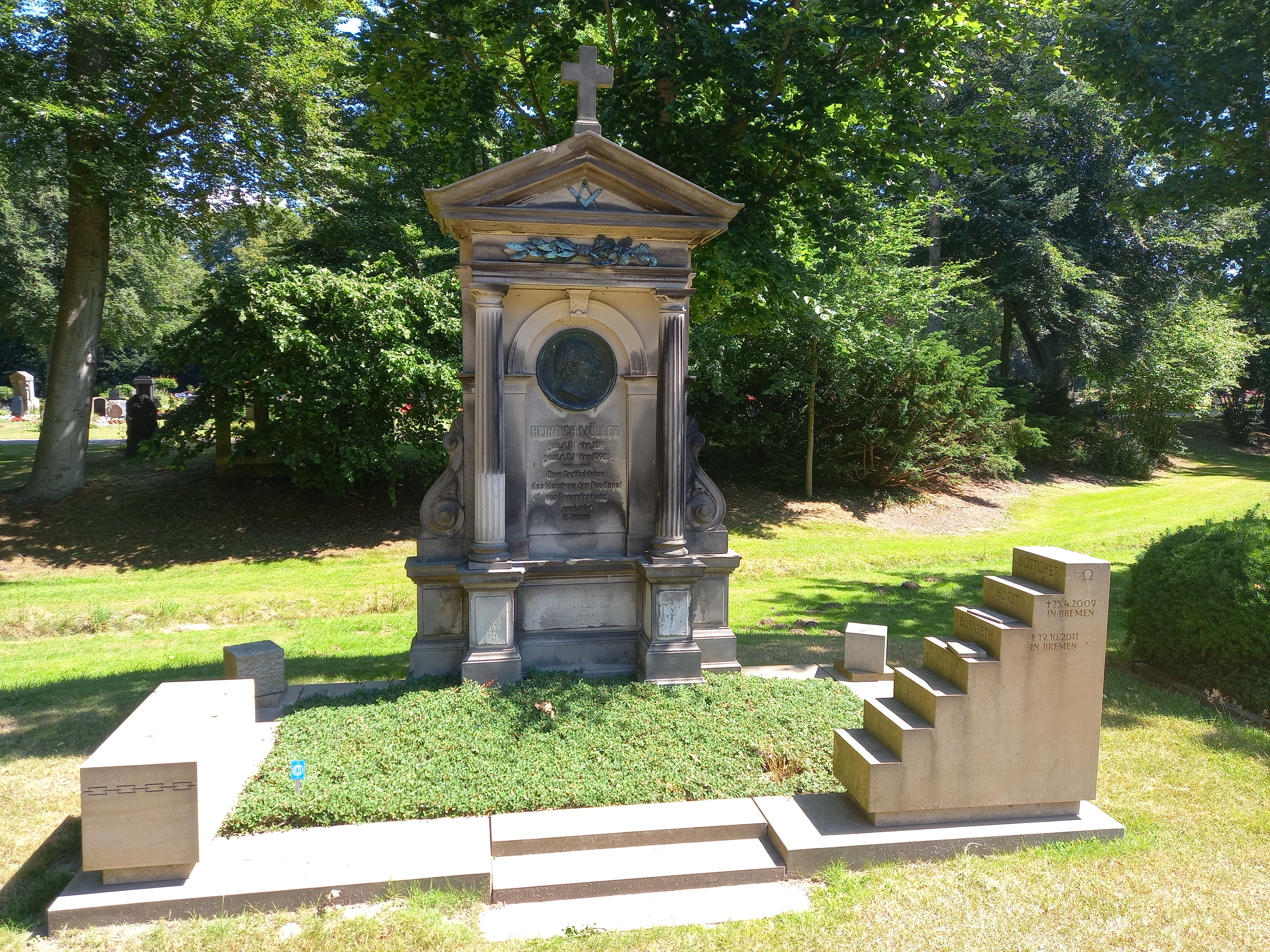
Das Grab von Heinrich Müller und seiner Ehefrau Theres geborene Hillebrand im Familiengrab auf dem Riensberger Friedhof in Bremen

## Biografie
Müller, Sohn eines Kalkbrenners, besuchte das Gymnasium und absolvierte eine Lehre als Maurer, um ab 1838 in München bei dem nur wenige Jahre älteren Friedrich Bürklein, einem Schuler von Friedrich von Gärtner, zwei Jahre zu studieren. Anschließend zog es ihn an die Berliner Bauakademie, wo er ein Jahr unter der Leitung Heinrich Stracks arbeitete. Nach dem Hamburger Brand 1842 war er dort zwei Jahre im Atelier Chauteauneufs tätig, bevor er in Hamburg auch seine ersten selbständigen Bauten realisierte. 1849 kehrte er in seine Heimatstadt Bremen zurück und erhielt sofort den Großauftrag für das Auswandererhaus Bremerhaven. Er plante und realisierte viele repräsentative Wohn- und Geschäftshäuser in und um Bremen im Stil der damaligen Architekturmode, also zunächst noch als spätklassizistische Bauten, dann im Historismus als Tudor-Gotik oder Neorenaissance. Zu seinen Werken zählten die Weinhandlung Ludwig von Kapff, der Umbau der ehemaligen Domschule an der Domsheide für den Künstlerverein, die Villa Wätjen, das Haus von Franz Schütte, die Neue Börse am Bremer Marktplatz, die Rembertikirche und der Entwurf für die Umgestaltung Hillmanns Hotel am Herdentor in Bremen. Kriegsbedingt sind von seinen Bauten nur wenige erhalten. Zu den wieder aufgebauten Gebäuden gehört die Neue Börse (Kaliningrad).
1856 gehörte Müller zu den Gründern des Künstlervereins in Bremen, dessen Präsident er etwa zwölf Jahre später wurde und dann mit einer kurzen Unterbrechung bis zu seinem Tode blieb. Er war verheiratet, hatte zwei Töchter und wohnte seit 1859 am Rembertikirchhof in Bremen. Zuerst in der Nr. 8, dann ab 1862 in der Nr. 22 mit Blick auf den Chor der von ihm 1868–1870 erbauten Rembertikirche.
Er wurde auf dem Riensberger Friedhof in Bremen beigesetzt (Grablage W 53/54). Auf dem Grabstein steht: „Dem Gedächtniss des Meisters der Baukunst von Freundeshand errichtet.“ Als Todestag steht der 9. März 1890 auf dem Grabstein, in der Literatur wird aber der 8. März angegeben. Müller war Mitglied im Hamburger Künstlerverein von 1832.

## Bauten und Entwürfe

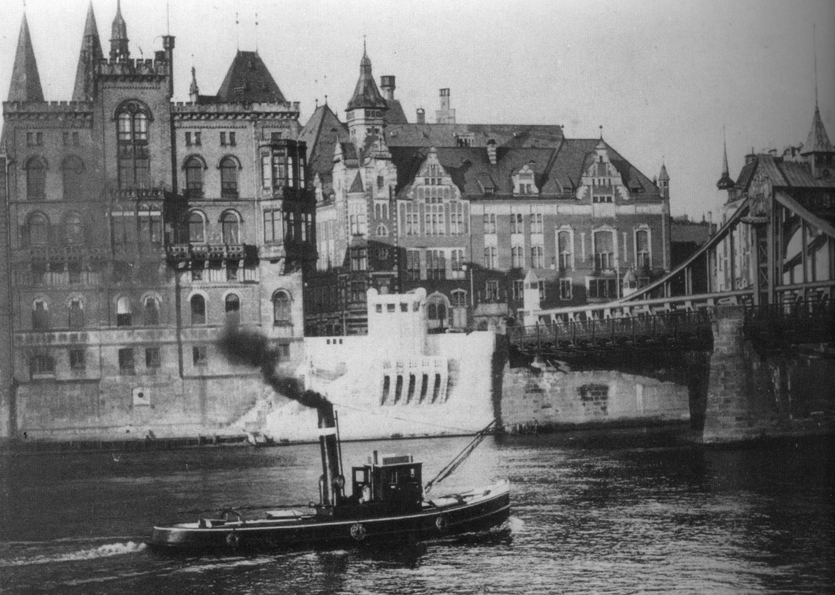
Gebäude der Weinhandlung Ludwig von Kapff, 1852, Foto 1907

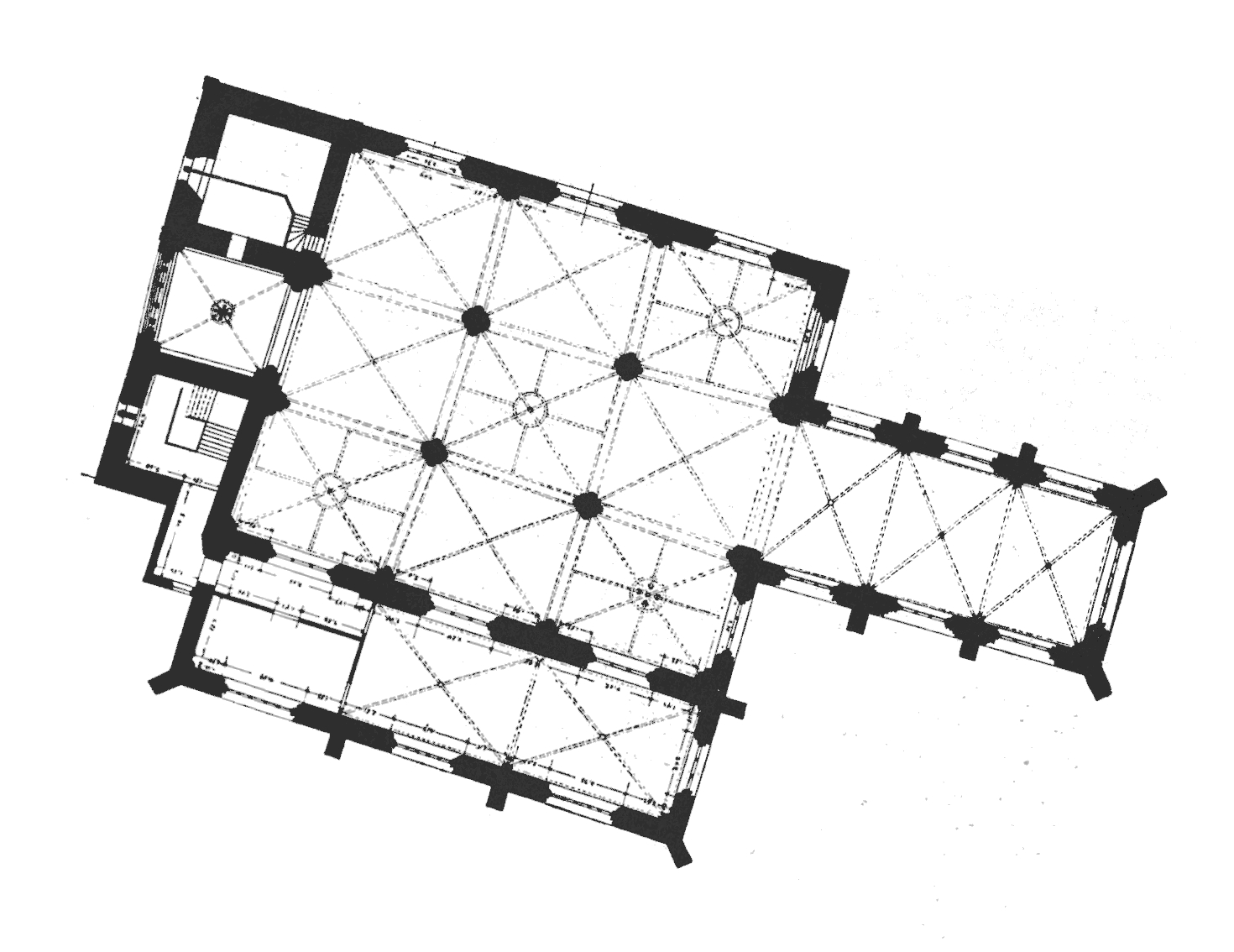
Plan der Kirche Unser Lieben Frauen mit Maßangaben der Umbauten durch Heinrich Müller

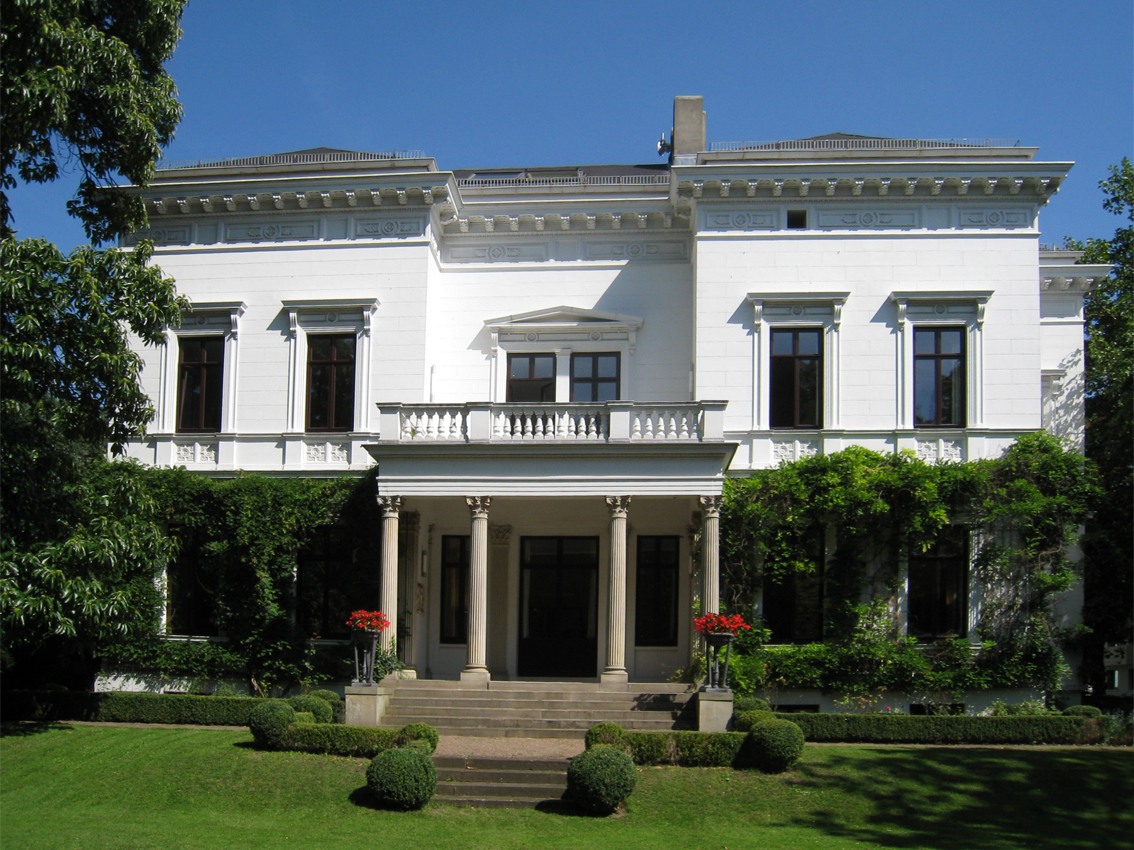
Villa Lürman, Contrescarpe 21, 1866

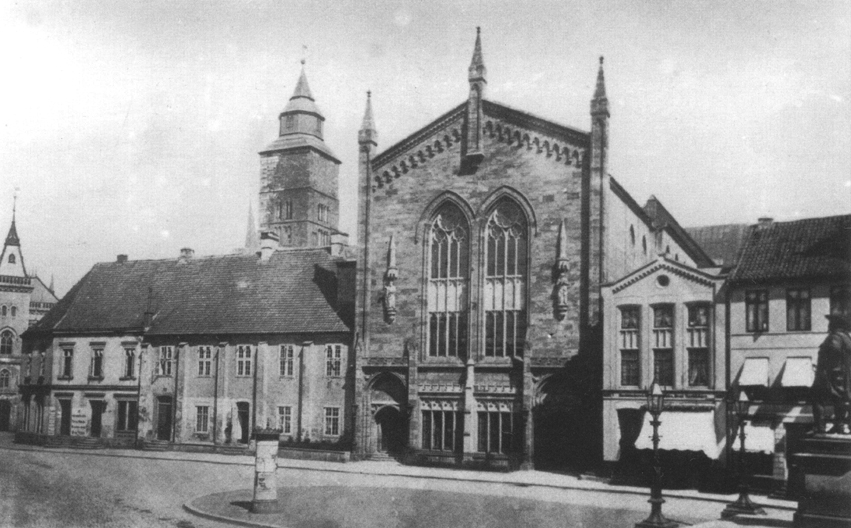
Künstlervereinshaus im ehem. Domkloster nach Umbau 1874

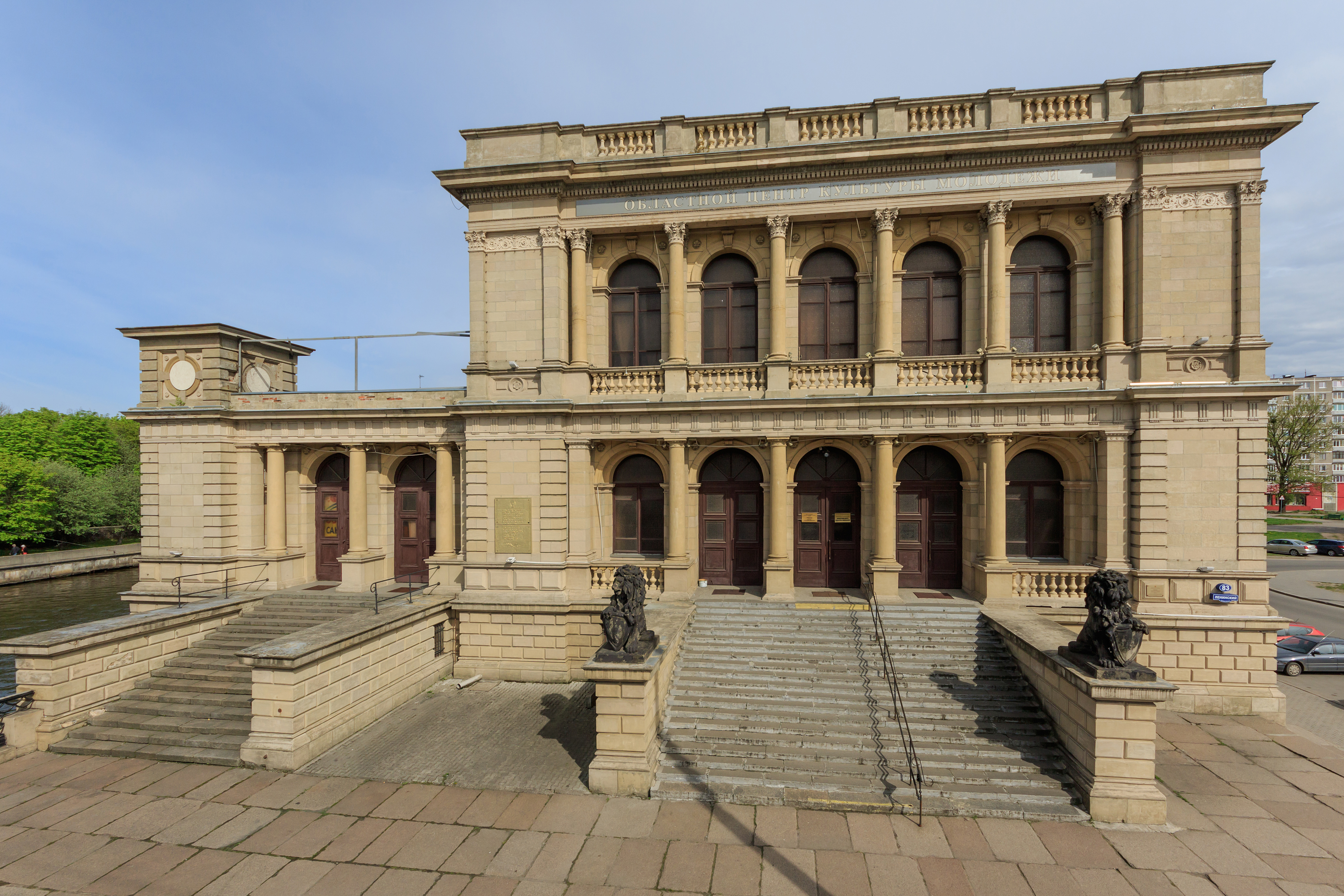
Neue Königsberger Börse, 1870–1875

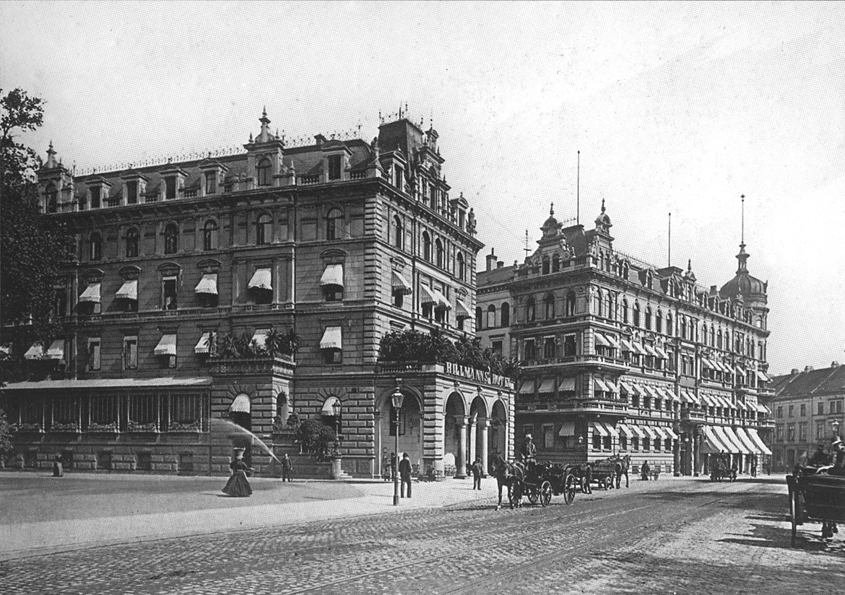
Hillmanns Hotel, Umbau 1890 von Heinrich Müller, Foto um 1900

- 1847–1848: Wohnhausgruppe Contrescarpe 122–124 / Am Wandrahm (ehem. Nr. 84a-e)[1]
- 1849: Auswandererhaus Bremerhaven (ab 1871 Kaserne, ab 1892 Karlsburg-Brauerei, 1982/1985 Abriss bei Übernahme einiger Teile beim Neubau der Hochschule Bremerhaven)
- 1850–1852: Gebäude der Weinhandlung Ludwig von Kapff in Bremen, nahe der Großen Weserbrücke, Wachtstraße 43 (1944 zerstört)[2][3]
- 1852: Wohnhausgruppe am Rosenplatz, Contrescarpe 125–132 (ehem. Nr. 85a-g)[4]
- 1854: Wettbewerbsentwurf für die Votivkirche in Wien
- 1857: Lehnhof von Konsul Theodor Lürman in Neu-Schönebeck[5][2]
- 1857: Umbau des Refektoriums des Domklosters für den Künstlerverein an der Domsheide
- 1857–1860: Umbau des südlichen Seitenschiffs der Kirche Unser Lieben Frauen[6]
- 1858: Villa Christian Heinrich Wätjen, Bleicherstraße 35, später Osterdeich 2[2]
- 1858: Wohn- und Geschäftshaus Domshof 29 / Unser Lieben Frauen Kirchhof 2–3[7]
- 1858–1864: Wätjens Schloß des Reeders Christian Heinrich Wätjen, Landrat-Christians-Straße 5F in Bremen-Blumenthal (Tudorgotik, mit Achteckturm)[2][8][9][10][11]
- 1858–1864: „Parkhaus“ in Wätjens Park in Bremen-Blumenthal, Landrat-Christians-Straße (Müller zugeschrieben, abgerissen)
- 1859: Evangelische Kirche St. Johann in Bremen-Oberneuland (neugotisch)[2]
- 1859: Denkmal für Herzog Friedrich Wilhelm in Elsfleth, Rathausplatz
- um 1860: Wohnhaus Johannes Eduard Grosse, Contrescarpe 118, späterer Umbau für P. Rickmers durch Runge[2]
- um 1860: Umbau des Wohnhauses Hermann Henrich Meier, später Grommé, Schillerstraße 34 / Contrescarpe 77[2]
- 1861–1864: Neue Börse am Bremer Marktplatz, Am Dom 5A (im Stil der italienischen Frührenaissance; 1943 zerstört bis auf den Börsenhof A mit großem Treppenhaus)[2][12]
- 1862: Villa Philipp Richard Fritze, Osterdeich 3 (abgebrochen[2]; erhalten das ehem. Kutscherhaus und Wagenremise, Bleicherstraße 31; 1979 umgebaut in ein Wohnhaus durch Architekt Manfred Schomers für ihn selbst)
- ab 1863: Wohnhäuser am Osing und Wohnhaus für Kapitän Warneke in Vegesack, Weserstraße 26 und 26A (spätklassizistisch)
- 1863: Villa Eduard Büsing, Mozartstraße 15 / Osterdeich 4[13]
- 1865: Festbauten für das Zweite Deutsche Bundesschießen auf der Bürgerweide
- 1865: Villa „Haus Blumenkamp“ für den Bankier Wolde in Bremen-St. Magnus, Billungstraße (Müller zugeschrieben wegen des H-förmigen Grundrisses ähnlich wie „Parkhaus“ in Wätjens Park und Rauchs Gut)
- 1866: Villa Stephan August Lürman, Contrescarpe 21 / Meinkenstraße (erhalten)[2][14]
- 1866: Umbau und Aufstockung des Wohnhauses Contrescarpe 22/24 für Konsul Johannes Theodor Lürman[2][15]
- 1867–1868: Landgut Kattenesch für den Bremer Kaufmann und Königlich Niederländischen Generalkonsul Gerhard Heinrich Roessingh[16]
- 1868: Wohnhaus Joseph Johann Arnold Hachez, Contrescarpe 20 (um 1970 durch ein Appartementhaus ersetzt)[2]
- 1868–1870: Rembertikirche in Bremen, Rembertikirchhof (neogotisch, 1942 zerstört)[2]
- 1869: Umbau des Kapitelsaals des ehemaligen Domklosters zum Konzertsaal für den Künstlerverein[2][17]
- 1870: Aschenburg, Hinter der Mauer 1A, als Wohnhaus mit Kontor für Kaufmann Christoph Friedrich Lahusen[18]
- 1870: Wohnhaus Georg F. Melchers, Contrescarpe 67, Richtweg 35 (abgebrochen für das Haus des Reichs)[2]
- 1868: Wohnhaus Carl Melchers, Contrescarpe 112  (Eingang rückwärtig Georgstraße 5)[2][19]
- 1968/69: Sommersitz Villa Finkenberg in Syke für Wilhelm August Finke
- 1870–1875: Neue Börse in Königsberg (Preußen)
- 1871: Rauchs Landgut für Johann Rauch in Bremen, Richthofenstraße 70
- 1874: Umbau des Hauses der Gesellschaft „Museum“, Domshof 21 / Schüsselkorb 30 (1944 zerstört)[2]
- 1874–1876: Abriss des alten Kapitelsaals des Domklosters und Neubau (Aufstockung) von Sälen für den Künstlerverein sowie Neubau des Kapitelhauses mit Geschäftsräumen zur Domsheide[2][20]
- 1875: Wohnhaus Senator Wilhelm Nielsen, Contrescarpe 100A (zerstört)[2][3]
- 1876: Landhaus Johannes Fritze in Bremen-Vegesack, Weserstraße 74 (nach dem Zweiten Weltkrieg als Ortsamt Vegesack genutzt)[2]
- 1877: Villa Niemann, Schwachhauser Heerstraße 24 (heute Versorgungswerk der Ärztekammer Bremen)[21]
- 1877–1879: Evangelisch-reformierte Kirche Blumenthal mit Gemeindehaus, Landrat-Christians-Straße 80
- 1877: Wohnhaus Johannes Fritze und Kontor der Firma W. A. Fritze & Co., Am Wall 154/156 (1950 stark verändert wiederaufgebaut als Securitas-Haus)[2]
- 1878: Wohnhaus Senator Johannes Achelis (kaiserlich russischer Vizekonsul, in Firma Johs. Achelis & Söhne), Am Dobben 27 (zerstört)[2]
- 1880um: Villa Joseph Hachez, Prokurist und Teilhaber in der Reederei D. H. Wätjen, Landrat-Christians-Straße 110 (ehem. Langestraße; um 1975 für ein Verwaltungsgebäude des Bremer Vulkan abgebrochen)[2]
- 1880: Geschäftshaus C. Melchers & Co., Knochenhauerstraße 42/44[2]
- 1880: Logenhaus der Loge „Friedrich Wilhelm zur Eintracht“, Sögestraße 16, Am Wall 145 (zerstört)[2]
- 1881: Wettbewerbsentwurf zu einem Siechenhaus in Bremen (prämiert mit dem 2. Preis)[22]
- 1881: Wohnhaus für Franz Schütte, Kohlhökerstraße 29 (abgebrochen)[2]
- 1882: Erweiterungsbau des Vereinskrankenhauses vom Roten Kreuz, Neustadtswall / Osterstraße[2]
- 1883: Wohnhaus Ludwig von Kapff, Osterdeich 53[2]
- 1884: Fassade (Portalvorbau) des Wohnhauses von F.L. Biermann, Dobbenweg 9[23]
- 1885: Sechs Projektvarianten für den Neubau des Bremer Hauptbahnhofs[24]
- 1887: Ausarbeitung des Wettbewerbsprogramms für die Sanierung des Bremer Doms, gemeinsam mit den Architekten Wilhelm Below, Johann Georg Poppe und Christian Bummerstedt[25]
- 1890: Entwurf für die Aufstockung und Umgestaltung der Fassade von Hillmanns Hotel in Bremen, Herdentorsteinweg 51 / Hillmannplatz (Ursprungsbau 1846 von Christoph Polzin, 1944 zerstört)[26]

## Bauten im Bremer Bürgerpark

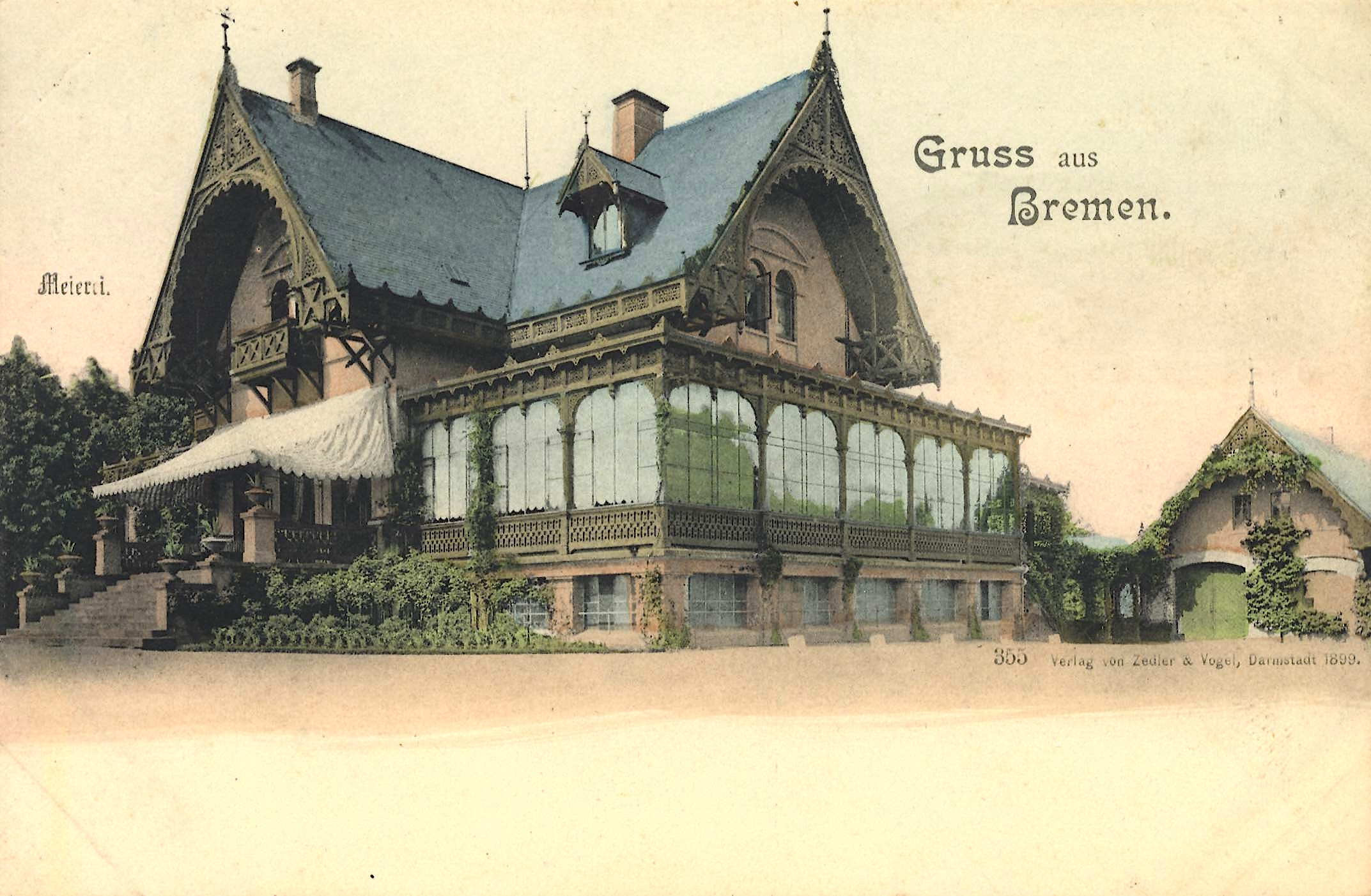
Meierei im Bürgerpark, 1880, Ansichtskarte 1899

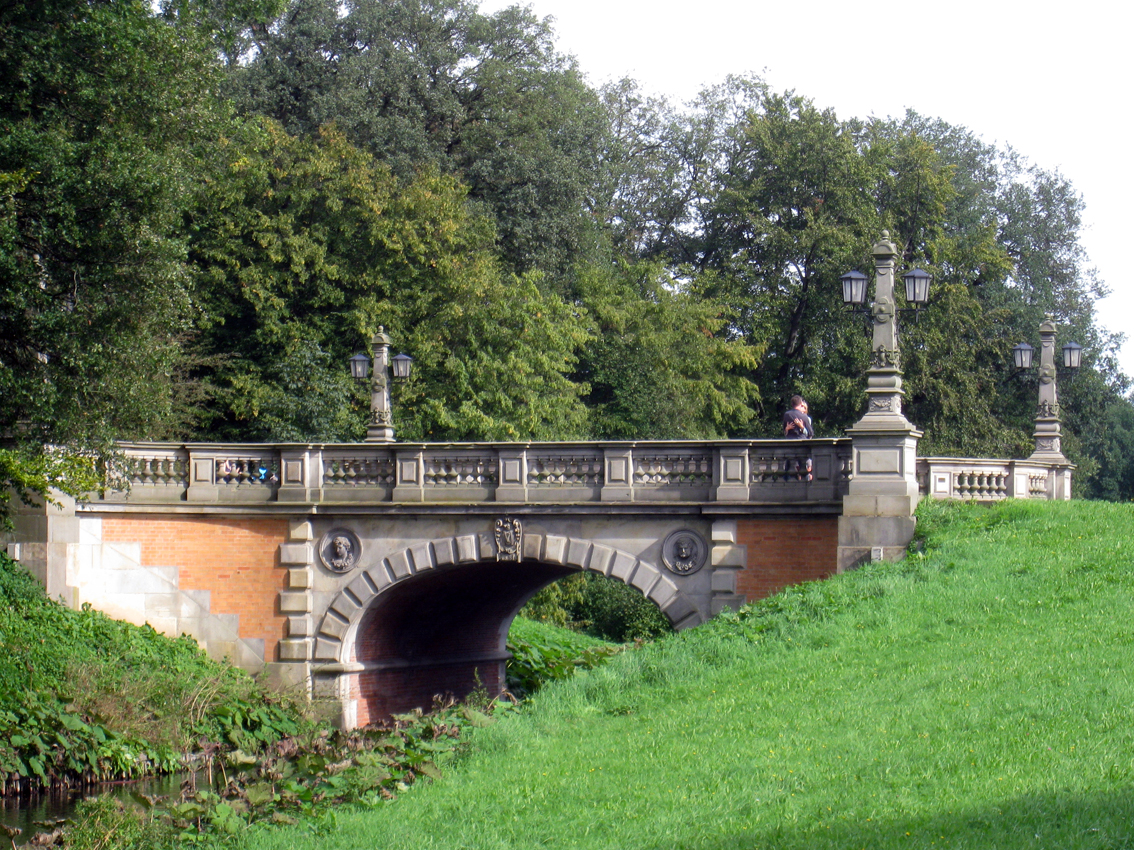
Melchersbrücke im Bürgerpark, 1881–1883

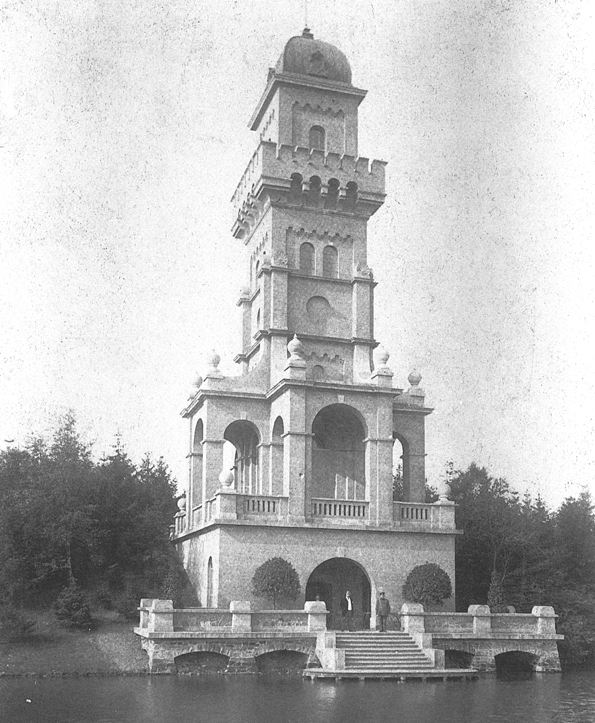
Aussichtsturm im Bürgerpark

- 1867: Erstes Kaffeehaus am Emmasee, genannt „Zelt“, 1897 durch einen Neubau ersetzt
- 1868: Emmabank am Emmasee[27]
- 1878: Niemitz-Brunnen[28]
- 1880: Meierei[29][30]
- 1881–1883: Melchersbrücke
- 1882: Meiereivilla mit Rundscheune
- 1884: Rückwärtiger Anbau mit Treppenhaus an das Dienstwohnhaus (Schweizerhaus) des Bürgerparkdirektors[31]
- 1886: Hainbuchenlaube
- 1889: Aussichtsturm (zerstört)

## Grabmale

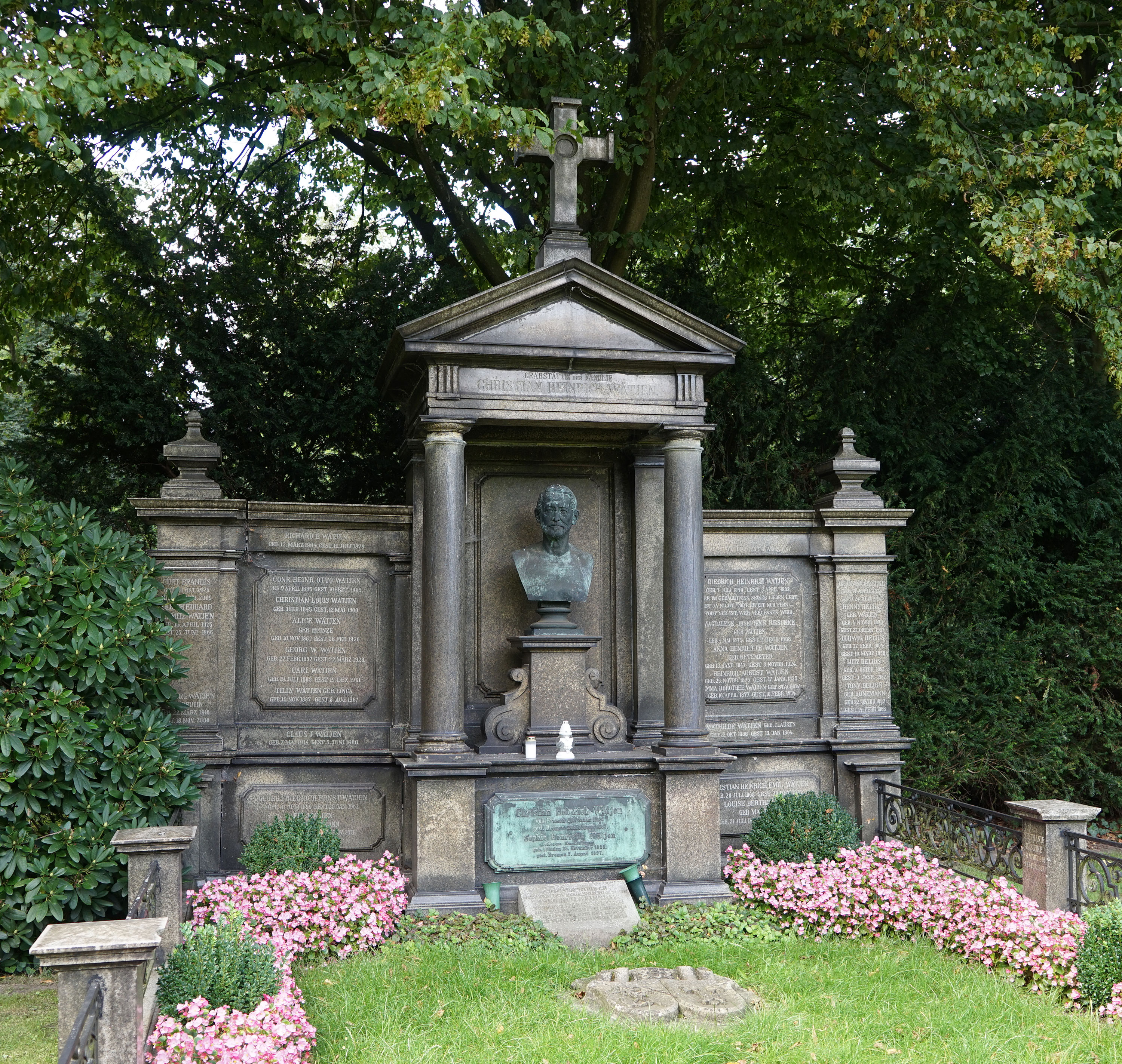
Grabmal Familie Christian Heinrich Wätjen, 1887

- 1881: Mausoleum der Familie Melchers mit einer Marmorstatue der Hoffnung von Constantin Dausch auf dem Riensberger Friedhof (nicht erhalten)[2]
- 1887: Grabmal Familie Christian Heinrich Wätjen mit einer Porträtbüste von Constantin Dausch auf dem Riensberger Friedhof[2]